# Niloppia sticta
Niloppia sticta är en kvalsterart som först beskrevs av Popp 1960.  Niloppia sticta ingår i släktet Niloppia och familjen Oppiidae. Inga underarter finns listade i Catalogue of Life.